# Colorație Gram
Colorația Gram este o colorație compusă folosită în microbiologie pentru examenul microscopic al bacteriilor, care a permis clasificarea acestora în funcție de afinitatea tinctorială a peretelui bacterian. Metoda a fost inventată de bacteriologul danez Hans Christian Gram, în anul 1884.

## Principiu
Colorantul bazic (violetul de gențiană) pătrunde în celula bacteriană fixată în prealabil și reacționează cu componenții acizi din citoplasmă care, după tratarea cu soluția Lugol (iodură de potasiu și iod), formează un complex stabil intracelular. Acest complex insolubil este specific bacteriilor Gram pozitive ce nu se decolorează cu alcool acetonă. Bacteriile Gram negative în care nu se formează acest complex stabil se decolorează și trebuie recolorate cu alt colorant de contrast (fuxina).
Soluții necesare: 
Violet de gențiană,
Soluție Lugol (rol de mordansant) ,
Alcool-acetonă,
Fuxină diluată 1/10.

## Tehnică
Se acoperă frotiul cu soluție violet de gențiană și se ține 1 minut.
Se îndepărtează colorantul, se spală cu apă și se adaugă soluția Lugol 1 minut. 
Se îndepărtează soluția Lugol fără a spăla și se decolorează cu alcool acetonă prin mișcări ale lamei pana când soluția devine incolora (depinde de grosimea preparatului dar în general 20 secunde).
Se spală cu apa și se adaugă fucsină 1 minut 
Spălare și uscare pe hârtie de filtru.
Rezultat: bacteriile Gram pozitive apar colorate în albastru-violet iar cele Gram negative se colorează in roz pana la rosu.
Cu termenul "Gram variabile" sunt desemnate bacteriile cu perete de tip Gram pozitiv care în anumite condiții se colorează precum cele Gram negative, cauzele acestui comportament nefiind încă bine cunoscute.